# Bratan
El Bratan, també anomenat Buyan-Bratan, caldera Catur o caldera Tjatur és una caldera situada a Bali, Indonèsia. De forma allargada, amb onze quilòmetres de llarg per sis d'ample, la caldera conté tres llacs: el Bratan, el Buyan i el Tamblingan. Les seves vores oest, nord i est són visibles en forma de cingle que culmina a Penggilingan amb 2.244 metres, mentre la seva vora sud està emmascarada per cons volcànics que sobresurten cap a l'interior de la caldera.